# Felix Rodriguez
Felix Tegsell Rodriguez, född 19 november 1979 i Helsingborgs Maria församling,  är en svensk gitarrist, låtskrivare och DJ, grundande medlem i grupperna The Sounds och Crew of Me & You.
Under gymnasietiden på Nicolaiskolan i Helsingborg startade Rodriguez tillsammans med några skolkompisar år 1998 gruppen The Sounds, där han sedan dess fungerat som gitarrist och låtskrivare på en mängd internationella turnéer och skivor. Tillsammans med Maja Ivarsson och Nic Schröder skrev han 2004 också sommarhiten "Hej hej Monika". 2018 startade han tillsammans med Maja Ivarsson technobaserade duon Crew of Me & You som ett sidoprojekt utöver The Sounds. Han är även verksam som DJ.